# Mesoceration incarinum
Mesoceration incarinum är en skalbaggsart som beskrevs av Perkins 2008. Mesoceration incarinum ingår i släktet Mesoceration och familjen vattenbrynsbaggar. Inga underarter finns listade i Catalogue of Life.